# Ichneumon bisulcus
Ichneumon bisulcus är en stekelart som beskrevs av Gmelin 1790. Ichneumon bisulcus ingår i släktet Ichneumon och familjen brokparasitsteklar. Inga underarter finns listade i Catalogue of Life.